# Kipfilet

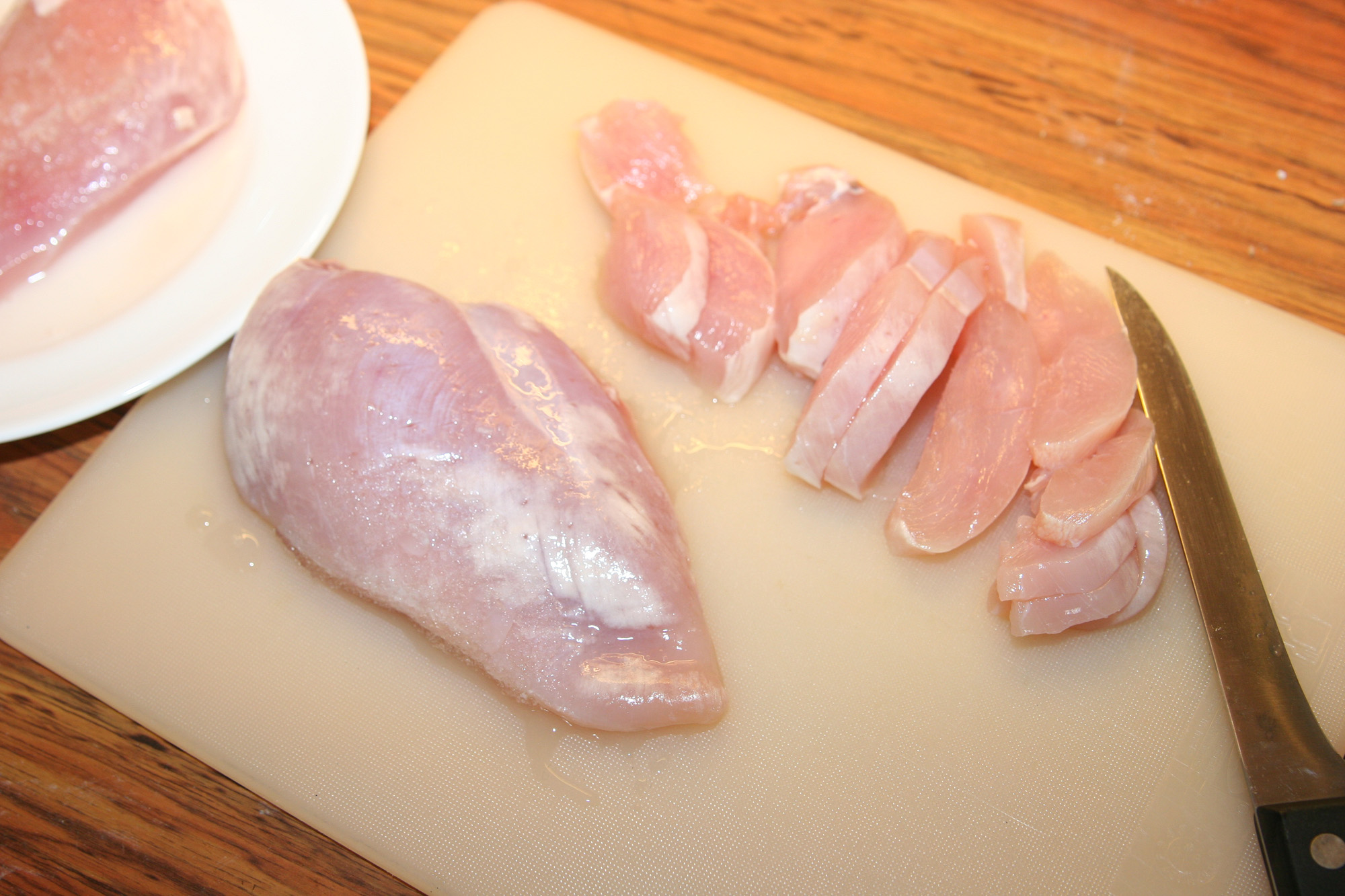
Kipfilet

Kipfilet is het borstdeel van de kip. Kenmerk van kipfilet is dat deze vetarm en lichtverteerbaar is. Het is daarom een populair alternatief voor varkens- en rundvlees als bestanddeel van de avondmaaltijd. Kipfilet wordt ook veel gebruikt als blokjes of reepjes in roerbakgerechten. Kipfilet is meestal afkomstig van kippen uit de intensieve veehouderij. Doordat deze kippen snel en op weinig ruimte opgefokt worden kan het vlees relatief goedkoop worden aangeboden. Kipfilet wordt doorgaans bewerkt voor deze in de winkel wordt verkocht: door de filet met pekelwater in te spuiten lijkt hij voller en oogt hij beter.
Tegenwoordig is biologisch geproduceerde kipfilet in opkomst. Biologische kippen leven langer, hebben meer leefruimte en het vlees wordt niet kunstmatig bewerkt. Biologisch geproduceerde kipfilet is daardoor echter duurder dan de niet-biologische variant.
Kipfilet bestaat ook in een vleeswarenvariant. Hij wordt dan geperst, gepekeld en gekookt en vervolgens gegrild.